# Zimbabwe i olympiska sommarspelen 1996
Zimbabwe deltog i de olympiska sommarspelen 1996 med en trupp bestående av 13 deltagare, men ingen av landets deltagare erövrade någon medalj.

## Boxning
Flugvikt
- Arson Mapfumo
  - Första omgången — Förlorade mot Elias Recaido (Filippinerna), 2-13

Lätt mellanvikt
- Alexander Kwangwald
  - Första omgången — Förlorade mot Hendrik Simangunsong (Indonesien), 1-12

## Cykling
Herrarnas linjelopp
- Timothy Jones
  - Final — fullföljde inte (→ ingen placering)

## Friidrott
Herrarnas 4 x 400 meter stafett
- Julius Masvanise, Tawanda Chiwira, Savieri Ngidhi och Ken Harnden
  - Heat — 3:13.35 (→ gick inte vidare)

Herrarnas 400 meter häck
- Ken Harnden
  - Heat — 48.54s
  - Semifinal — 48.61s (→ gick inte vidare)

- Julius Masvanise
  - Heat — 50.16s (→ gick inte vidare)

Herrarnas maraton
- Tendai Chimusasa — 2:16.31 (→ 13:e plats)

Herrarnas tresteg
- Ndabazinhle Mdhlongwa

## Simhopp
Herrar
| Hoppare      | Gren         | Kval   | Kval      | Semifinal | Semifinal | Final            | Final            |
| Hoppare      | Gren         | Poäng  | Placering | Poäng     | Placering | Poäng            | Placering        |
| ------------ | ------------ | ------ | --------- | --------- | --------- | ---------------- | ---------------- |
| Evan Stewart | Damernas 3 m | 361,53 | 11 Q      | 567,96    | 13        | Gick inte vidare | Gick inte vidare |

## Tennis
| Byron Black             | Herrsingel | Raoux (FRA) W 6-3 3-6 6-2       | Ferreira (RSA) L 2-6 5-7      | Gick inte vidare          | Gick inte vidare                       | Gick inte vidare | Gick inte vidare | Gick inte vidare | Gick inte vidare | Gick inte vidare | Gick inte vidare | Gick inte vidare |
| Wayne Black             | Herrsingel | Szymanski (VEN) W 64-77 6-4 6-3 | Philippoussis (AUS) L 4-6 2-6 | Gick inte vidare          | Gick inte vidare                       | Gick inte vidare | Gick inte vidare | Gick inte vidare | Gick inte vidare | Gick inte vidare | Gick inte vidare | Gick inte vidare |
| Byron Black Wayne Black | Herrdubbel | i.u.                            | i.u.                          | Lee, Yoon (KOR) W 6-4 6-2 | Goellner, Prinosil (GER) L 6-4 1-6 5-7 | Gick inte vidare | Gick inte vidare | Gick inte vidare | Gick inte vidare | Gick inte vidare | Gick inte vidare | Gick inte vidare |